# محوطه قاسم‌آباد ۱
محوطه قاسم‌آباد ۱ مربوط به دوره اشکانیان است و در شهرستان گیلانغرب، بخش مرکزی، دهستان گورسفید، ۷۰۰ متری جنوب غرب روستای قاسم آباد واقع شده و این اثر در تاریخ ۲۶ اسفند ۱۳۸۷ با شمارهٔ ثبت ۲۵۵۵۸ به‌عنوان یکی از آثار ملی ایران به ثبت رسیده است.